# Transport ferroviaire au Lesotho

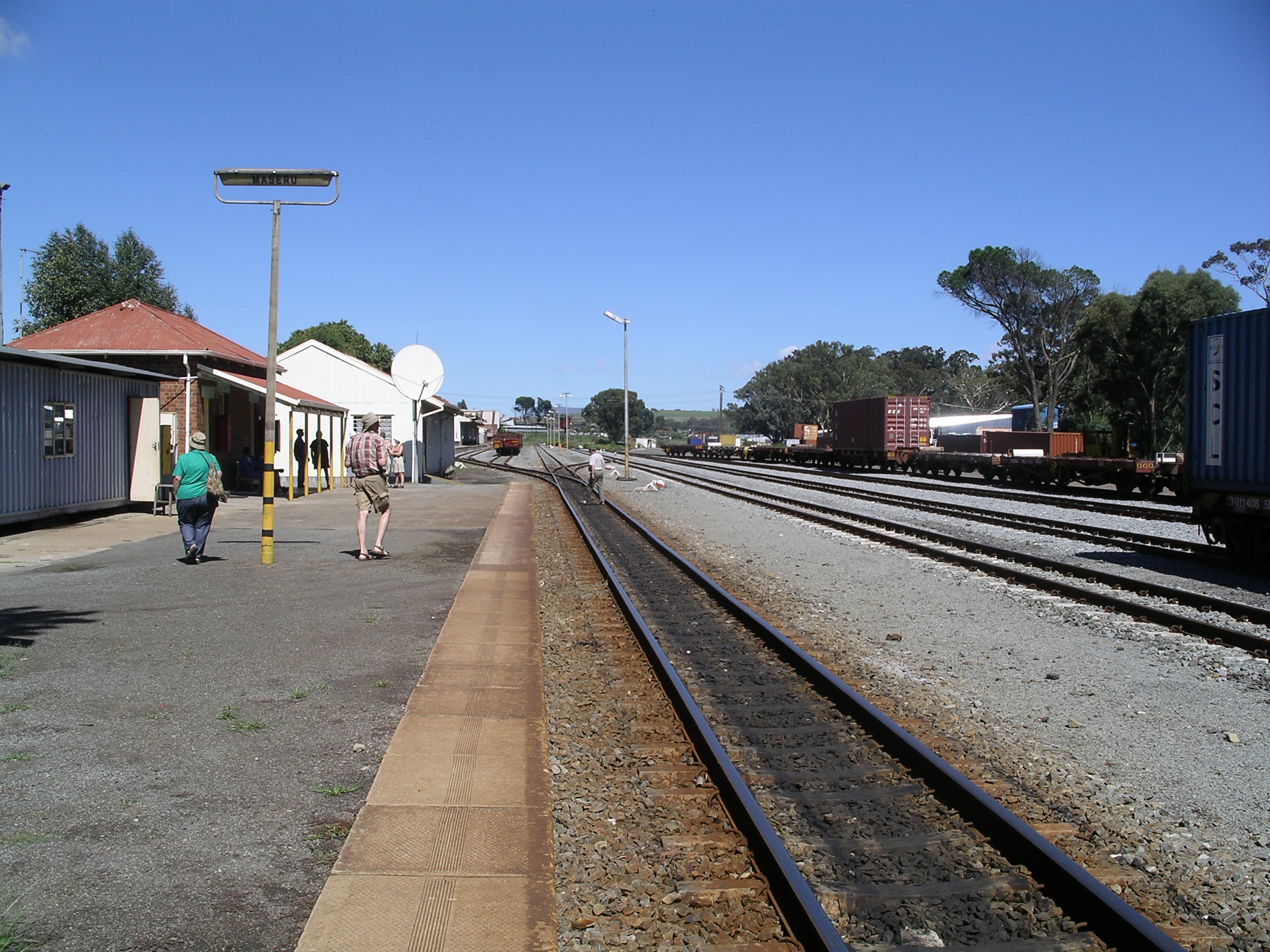
La gare de Maseru.

Le transport ferroviaire au Lesotho se limite en une seule gare située dans la capitale Maseru. Elle est le terminus de la branche de Maseru (en), connectée au réseau ferroviaire sud-africain. La ligne est constituée d'un tronçon de rail allant du pont sur la Caledon à la gare, couvrant une distance d'à peine 1,6 km. Cette ligne a ouvert le 18 décembre 1905. La gare de Maseru est distante de 137 km de celle de Bloemfontein.
En 2008, il avait été question de la construction d'une nouvelle ligne connectant le Lesotho à Durban et Port Elizabeth.